# Ichneumon phalaenarum
Ichneumon phalaenarum là một loài tò vò trong họ Ichneumonidae.